# Fagersta (Hofors)
Fagersta is een plaats in de gemeente Hofors in het landschap Gästrikland en de provincie Gävleborgs län in Zweden. De plaats heeft 155 inwoners (2005) en een oppervlakte van 33 hectare.